# Неравенство о среднем квадратическом, арифметическом, геометрическом и гармоническом
Неравенство о среднем квадратическом, арифметическом, геометрическом и гармоническом гласит, что для любых положительных чисел {\displaystyle x_{1},x_{2},\dots ,x_{n}} верно неравенство:
{\displaystyle {\bar {x}}_{\mathrm {quadr} }\geqslant {\bar {x}}_{\mathrm {arithm} }\geqslant {\bar {x}}_{\mathrm {geom} }\geqslant {\bar {x}}_{\mathrm {harmon} }.}
Равенство достигается тогда и только тогда, когда {\displaystyle x_{1}=x_{2}=\ldots =x_{n}}.
Это неравенство является частным случаем неравенства о средних (неравенство Коши).

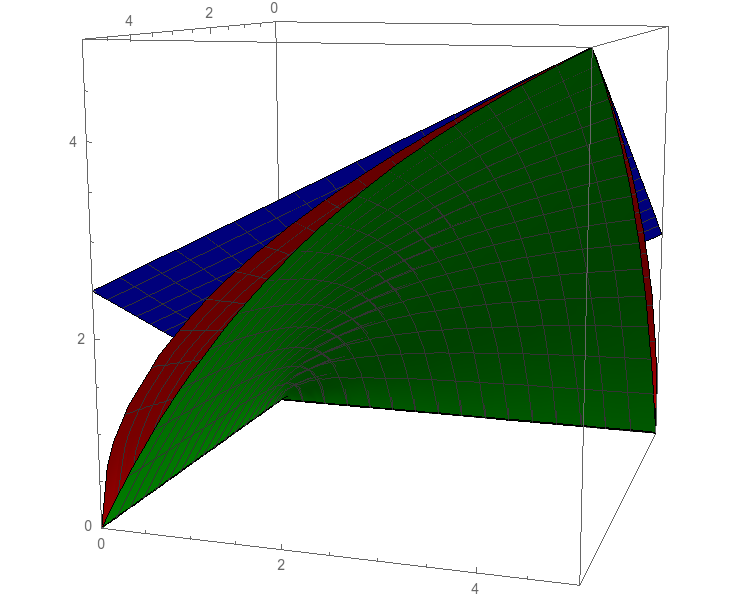
Часть конуса, определяемая средним геометрическим чисел и (красная), лежит между плоскостью, определяемой средним арифметическим (синяя), и частью конуса, определяемой средним гармоническим (зелёная)

Геометрическое доказательство того, что среднее арифметическое двух чисел больше их среднего геометрического

## Определения
Выражение
{\displaystyle {\bar {x}}_{\mathrm {arithm} }={\frac {1}{n}}\sum _{i=1}^{n}{x_{i}}={\frac {x_{1}+x_{2}+\ldots +x_{n}}{n}}}
называется средним арифметическим чисел {\displaystyle x_{1},x_{2},\dots ,x_{n}}.
Выражение
{\displaystyle {\bar {x}}_{\mathrm {geom} }={\sqrt[{n}]{\prod _{i=1}^{n}{x_{i}}}}={\sqrt[{n}]{x_{1}\cdot x_{2}\cdot \ldots \cdot x_{n}}}}
называется средним геометрическим чисел {\displaystyle x_{1},x_{2},\dots ,x_{n}}.
Выражение
{\displaystyle {\bar {x}}_{\mathrm {harmon} }={\frac {n}{\sum _{i=1}^{n}{\frac {1}{x_{i}}}}}={\frac {n}{{\frac {1}{x_{1}}}+{\frac {1}{x_{2}}}+\ldots +{\frac {1}{x_{n}}}}}}
называется средним гармоническим чисел {\displaystyle x_{1},x_{2},\dots ,x_{n}}.
Выражение
{\displaystyle {\bar {x}}_{\mathrm {quadr} }={\sqrt {{\frac {1}{n}}\sum _{i=1}^{n}{x_{i}^{2}}}}={\sqrt {\frac {x_{1}^{2}+x_{2}^{2}+\ldots +x_{n}^{2}}{n}}}}
называется средним квадратическим чисел {\displaystyle x_{1},x_{2},\dots ,x_{n}}.

## Связанные результаты
- Неравенство между средним арифметическим и средним геометрическим является частным случаем неравенства о средних.
- Неравенство Коши в обобщённом виде легло в основу геометрического программирования.
- Неравенство Карлемана.

## История
Одно из доказательств этого неравенства было опубликовано Коши в его учебнике по математическому анализу в 1821 году.

## Доказательство

### При n = 2

Рис. 1

Количество доказательств этого неравенства на данный момент сравнимо, наверное, только с количеством доказательств теоремы Пифагора. Приведем красивое геометрическое доказательство для случая {\displaystyle n=2}. Пускай нам даны два отрезка длины {\displaystyle a} и {\displaystyle b}. Тогда построим окружность диаметром {\displaystyle a+b} (см. рис. 1). От одного из концов диаметра отметим точку {\displaystyle M} на расстоянии {\displaystyle a}. Проведем через эту точку перпендикуляр к диаметру; полученная прямая пересечет окружность в двух точках, {\displaystyle C} и {\displaystyle C_{1}}. Рассмотрим полученную хорду. Треугольник {\displaystyle ABC} прямоугольный, так как угол {\displaystyle C} — вписанный в окружность и опирающийся на её диаметр, а значит, прямой. Итак, {\displaystyle CM} — высота треугольника {\displaystyle ABC}, а высота в прямоугольном треугольнике есть среднее геометрическое двух сегментов гипотенузы. Значит, {\displaystyle CM={\sqrt {ab}}}. Аналогично, из треугольника {\displaystyle ABC_{1}} получаем, что {\displaystyle C_{1}M={\sqrt {ab}}}, поэтому {\displaystyle CC_{1}=2CM=2C_{1}M=2{\sqrt {ab}}}. Так как {\displaystyle CC_{1}} — хорда окружности с диаметром {\displaystyle a+b}, а хорда не превосходит диаметра, то получаем, что {\displaystyle 2{\sqrt {ab}}\leqslant a+b}, или же {\displaystyle {\sqrt {ab}}\leqslant {\frac {a+b}{2}}}. Заметим, что равенство будет тогда, когда хорда будет совпадать с диаметром, то есть при {\displaystyle a=b}.
Алгебраическое же доказательство может быть построено следующим образом:
{\displaystyle {\frac {a+b}{2}}\geqslant {\sqrt {ab}}\;\Leftrightarrow \;(a+b)^{2}\geqslant 4ab\;\Leftrightarrow \;(a-b)^{2}\geqslant 0}
Отметим, что первый переход равносилен в силу неотрицательности {\displaystyle a} и {\displaystyle b}.

### При n = 4
Достаточно положить {\displaystyle \alpha ={\frac {a_{1}+a_{2}}{2}},\;\beta ={\frac {a_{3}+a_{4}}{2}}}, а также {\displaystyle \alpha '={\sqrt {a_{1}a_{2}}},\;\beta '={\sqrt {a_{3}a_{4}}}}. Нетрудно видеть, в силу доказанного, что
{\displaystyle {\frac {\alpha +\beta }{2}}\geqslant {\sqrt {\alpha \beta }}\geqslant {\sqrt {\alpha '\beta '}}\;\Leftrightarrow \;{\frac {a_{1}+a_{2}+a_{3}+a_{4}}{4}}\geqslant {\sqrt[{4}]{a_{1}a_{2}a_{3}a_{4}}}}.

### По индукции с обратным шагом
Очевидно, переход от 2 к 4 по индукции влечёт за собой справедливость неравенства для {\displaystyle N=2^{k}}, причём для интересующего нас {\displaystyle n} найдётся {\displaystyle k:N\geqslant n}. Полагая неравенство верным для {\displaystyle N}, докажем его справедливость для {\displaystyle N-1}. Для этого достаточно положить {\displaystyle a_{N}={\sqrt[{N-1}]{a_{1}\cdot \ldots \cdot a_{N-1}}}}, тогда 
{\displaystyle {\frac {a_{1}+\ldots +a_{N}}{N}}\geqslant {\sqrt[{N}]{a_{1}\cdot \ldots \cdot a_{N}}}\;\Leftrightarrow \;}{\displaystyle {\frac {a_{1}+\ldots +a_{N-1}+{\sqrt[{N-1}]{a_{1}\cdot \ldots \cdot a_{N-1}}}}{N}}\geqslant {\sqrt[{N}]{a_{1}\cdot \ldots \cdot a_{N-1}{\sqrt[{N-1}]{a_{1}\cdot \ldots \cdot a_{N-1}}}}}\;\Leftrightarrow \;}{\displaystyle a_{1}+\ldots +a_{N-1}\geqslant (N-1){\sqrt[{N-1}]{a_{1}\cdot \ldots \cdot a_{N-1}}}\;\Leftrightarrow \;}{\displaystyle {\frac {a_{1}+\ldots +a_{N-1}}{N-1}}\geqslant {\sqrt[{N-1}]{a_{1}\cdot \ldots \cdot a_{N-1}}}}
По принципу индукции приведённое доказательство верно также и для {\displaystyle n}.

### Прямое доказательство
{\displaystyle {\sqrt[{n}]{x_{1}x_{2}...x_{n}}}\leqslant {\frac {x_{1}+x_{2}+...+x_{n}}{n}}}
Поделим обе части неравенства на {\displaystyle {\sqrt[{n}]{x_{1}x_{2}...x_{n}}}} и произведем замену {\displaystyle y_{i}={\frac {x_{i}}{\sqrt[{n}]{x_{1}x_{2}...x_{n}}}}}. Тогда при условиях {\displaystyle y_{1}>0,y_{2}>0,...,y_{n}>0;\quad y_{1}y_{2}...y_{n}=1} необходимо доказать, что {\displaystyle 1\leqslant {\frac {y_{1}+y_{2}+...+y_{n}}{n}}}(1).
Воспользуемся методом математической индукции.
Нужно доказать, что если {\displaystyle m_{1}>0,m_{2}>0,...,m_{n+1}>0;\quad m_{1}m_{2}...m_{n+1}=1}, то {\displaystyle m_{1}+m_{2}+...+m_{n+1}\geq n+1}. Воспользуемся неравенством (1), которое по предположению индукции считаем доказанным для {\displaystyle n}. Пусть {\displaystyle y_{1}=m_{1},y_{2}=m_{2},...,y_{n}=m_{n}m_{n+1}}, причем выберем из последовательности ({\displaystyle m_{i}}) такие два члена, что {\displaystyle m_{n}\geq 1}, {\displaystyle m_{n+1}\leq 1} (такие точно существуют, т.к. {\displaystyle m_{i}>0,m_{1}*m_{2}*...*m_{n+1}=1}). Тогда выполнены оба условия {\displaystyle y_{1}>0,y_{2}>0,...,y_{n}>0;\quad y_{1}y_{2}...y_{n}=1} и предполагается доказанным неравенство {\displaystyle y_{1}+y_{2}+...+y_{n}\geq n} или {\displaystyle m_{1}+m_{2}+...+m_{n}m_{n+1}\geq n}.  Теперь заменим {\displaystyle m_{n}m_{n+1}} на {\displaystyle m_{n}+m_{n+1}}. Это возможно сделать в силу того, что {\displaystyle m_{n}+m_{n+1}\geq m_{n}m_{n+1}+1} или {\displaystyle m_{n}+m_{n+1}-m_{n}m_{n+1}-1\geq 0}, что, очевидно выполняется, так как {\displaystyle m_{n}(1-m_{n+1})-(1-m_{n+1})=(m_{n}-1)(1-m_{n+1})\geq 0}. Таким образом, неравенство доказано.

### Доказательство при помощи неравенства Бернулли
Воспользуемся методом математической индукции. Пусть неравенство доказано для {\displaystyle n} чисел. Докажем его для {\displaystyle n+1} числа.
Пусть, без ограничения общности, {\displaystyle a_{n+1}} ― наибольшее из чисел {\displaystyle a_{1},\dots ,a_{n+1}}.
Сделаем замену {\displaystyle S_{n}={\frac {a_{1}+a_{2}+\dots +a_{n}}{n}}}.
Тогда {\displaystyle a_{n+1}=S_{n}+d} для некоторого {\displaystyle d\geq 0}.
{\displaystyle \left({\frac {a_{1}+\dots +a_{n}+a_{n+1}}{n+1}}\right)^{n+1}=\left({\frac {nS_{n}+(S_{n}+d)}{n+1}}\right)^{n+1}=S_{n}^{n+1}\left(1+{\frac {d}{(n+1)S_{n}}}\right)^{n+1}{\stackrel {(1)}{\geq }}S_{n}^{n}S_{n}\left(1+{\frac {d}{S_{n}}}\right)=S_{n}^{n}a_{n+1}{\stackrel {(2)}{\geq }}a_{1}a_{2}\dots a_{n}a_{n+1}}, что и требовалось.
Здесь переход (1) был сделан по неравенству Бернулли, а переход (2) ― по предположению индукции.

## Отражение в культуре
Эпизод с доказательством, что среднее арифметическое больше среднего геометрического, присутствует в одной из сцен кинофильма «Сердца четырёх» 1941 года.